# Генерал-губернатор Гайаны

Генера́л-губерна́тор Гайа́ны (англ. Governor-General of Guyana) — в период с 1966 по 1970 годы представитель монарха Гайаны (которым являлась королева Елизавета II). Поскольку королева не могла находиться во всех Королевствах Содружества, она назначала представителей для осуществления своих обязанностей в качестве королевы Гайаны. Генерал-губернаторы несли ответственность за назначение премьер-министра, а также других министров правительства после консультаций с премьер-министром.
Пост появился с провозглашением независимости Гайаны в 1966 году и был упразднён с провозглашением республики в 1970 году, после чего главой государства стал Президент Гайаны.
До учреждения поста Генерал-губернатора государства Гайана существовали иные должности представителей действующих монархов на этой территории (как Британской Гвианы, так и предшествовавшей ей отдельных британских, а ранее нидерландских колоний).

## Список генерал-губернаторов Гайаны
Курсивом и серым цветом выделены даты начала и окончания полномочий канцлера юстиции Сэра Кеннета Стоби, временно замещавшего Сэра Ричарда Люита.
|        | Портрет | Имя (годы жизни)                                                           | Полномочия      | Полномочия      | Должность | Пр.         |
| Начало | Портрет | Имя (годы жизни)                                                           | Окончание       |                 | Должность | Пр.         |
| ------ | ------- | -------------------------------------------------------------------------- | --------------- | --------------- | --- | ----------- |
| 1-г    |         | Сэр Ричард Эдмондс Люит (1915—1994) англ. Richard Edmonds Luyt             | 26 мая 1966     | 16 декабря 1966 | генерал-губернатор и главнокомандующий Гайаны англ. Governor-General and Commander-in-Chief of Guyana                                  | [ 1 ] [ 2 ] |
| врио   |         | Сэр Кеннет Сайевьюрайт Стоби (1903—1985) англ. Kenneth Sievewright Stoby   | 1 ноября 1966   | 15 декабря 1966 | исполняющий обязанности генерал-губернатора и главнокомандующего Гайаны англ. Acting Governor-General and Commander-in-Chief of Guyana | [ 3 ]       |
| 2-г    |         | Сэр Дэвид Джеймс Гардинер Роуз (1923—1969) англ. David James Gardiner Rose | 16 декабря 1966 | 10 ноября 1969  | генерал-губернатор и главнокомандующий Гайаны англ. Governor-General and Commander-in-Chief of Guyana                                  | [ 5 ] [ 6 ] |
| и. о.  |         | Сэр Эдвард Виктор Лакху (1912—1998) англ. Edward Victor Luckhoo            | 10 ноября 1969  | 22 февраля 1970 | исполняющий обязанности генерал-губернатора и главнокомандующего Гайаны англ. Acting Governor-General and Commander-in-Chief of Guyana | [ 7 ] [ 8 ] |

После провозглашения в Гайане республики Сэр Эдвард Виктор Лакху 23 февраля 1970 года стал первым её временным президентом.